# Massingy-lès-Vitteaux
Massingy-lès-Vitteaux – miejscowość i gmina we Francji, w regionie Burgundia-Franche-Comté, w departamencie Côte-d’Or.
Według danych na rok 1990 gminę zamieszkiwało 112 osób, a gęstość zaludnienia wynosiła 12 osób/km² (wśród 2044 gmin Burgundii Massingy-lès-Vitteaux plasuje się na 798. miejscu pod względem liczby ludności, natomiast pod względem powierzchni na miejscu 970.).